# Márta Egerváry
Márta Egerváry   (Budapest, 24 de març de 1943) és una nedadora hongaresa, ja retirada, que va competir durant la dècada de 1960.
En el seu palmarès destaca una medalla de bronze en la cursa dels 400 metres estils del Campionat d'Europa de natació de 1962, així com set medalles d'or i una de bronze a les Universíades. També guanyà 41 campionats hongaresos en diferents categories.
Durant la seva carrera esportiva va prendre part en tres edicions dels Jocs Olímpics d'Estiu, el 1960, 1964 i 1968, sent el millor resultat la sisena posició en els 4x100 metres estils dels Jocs de 1960.